# Machete Kills
Ne doit pas être confondu avec Machete.
Série
Machete
(2010) Machete Kills Again
(20??)
Pour plus de détails, voir Fiche technique et Distribution.
Machete Kills ou Machete tue au Québec et au Nouveau-Brunswick est un film américain réalisé par Robert Rodriguez et sorti en 2013. Il fait suite à Machete de Robert Rodriguez et Ethan Maniquis, sorti en 2010, adapté d'une fausse bande-annonce du projet Grindhouse.
Le film reçoit des critiques plutôt négatives, qui pointent du doigt la qualité de l'intrigue, des effets spéciaux numériques ainsi que la présence d'éléments de science-fiction. De plus, le film ne rencontre pas le succès commercial escompté.

## Synopsis
Accusé de l'assassinat de l'agent Sartana, Machete est recruté par le président des États-Unis pour éliminer un marchand d'armes mexicain qui veut envoyer une arme destructrice sur Washington. Le tueur mexicain découvre alors un complot menaçant la Terre entière.

## Fiche technique
- Titre original et français : Machete Kills
- Titre québécois : Machete tue
- Réalisation : Robert Rodriguez
- Scénario : Kyle Ward, d'après les personnages créés par Álvaro Rodríguez
- Direction artistique :
- Décors : Steve Joyner
- Costumes : Nina Proctor
- Photographie : Robert Rodriguez
- Montage : Rebecca Rodriguez et Robert Rodriguez
- Musique : Carl Thiel et Robert Rodriguez
- Production : Sergei Bespalov, Aaron Kaufman, Aleksandr Rodnyanskiy, Iliana Nikolic, Robert Rodriguez et Rick Schwartz
- Sociétés de production : AR Films, Aldamisa Entertainment et Troublemaker Studios
- Distribution : 20th Century Fox (États-Unis), Wild Bunch (France)
- Pays d'origine :  États-Unis
- Langues originales : anglais, espagnol
- Format : couleurs - 35 mm - 1,85:1 - son Dolby numérique
- Genre : action, thriller, exploitation
- Dates de sortie[1] :
  - France : 2 octobre 2013[2]
  - États-Unis / Canada : 11 octobre 2013[3]

## Distribution
- Danny Trejo (VF : Saïd Amadis) : Machete Cortez
- Michelle Rodriguez (VF : Géraldine Asselin) : Luz / Shé
- Mel Gibson (VF : Jacques Frantz) : Luther Voz
- Demián Bichir (VF : Marc Saez) : Marcos Mendez
- Charlie Sheen (crédité sous son vrai nom Carlos Estevez[4]) (VF : Serge Faliu) : le Président des États-Unis Rathcock
- Amber Heard (VF : Véronique Picciotto) : Blanca Vasquez / Miss San Antonio
- Sofía Vergara (VF : Virginie Méry) : Madame Desdemona
- Antonio Banderas (VF : Pierre-François Pistorio) : El Caméléon (4e transformation)
- Lady Gaga (VF : Edwige Lemoine) : El Caméléon (3e transformation)
- Cuba Gooding Jr. (VF : Julien Kramer) : El Caméléon (2e transformation)
- William Sadler (VF : Hervé Jolly) : shérif Doakes
- Walton Goggins (crédité Walt Goggins) (VF : Emmanuel Karsen) : El Caméléon (1re transformation)
- Jessica Alba (non créditée) (VF : Barbara Delsol) : Sartana Rivera
- Alexa Vega (VF : Olga Sokolow) : KillJoy
- Vanessa Hudgens (VF : Adeline Chetail) : Cereza Rivera
- Tom Savini (VF : Michel Mella) : Osiris Amanpour
- Marko Zaror (VF : Stefan Godin) : Zaror
- Samuel Davis (VF : Stéphane Marais) : Clebourne
- Jason Christopher (VF : David Mandineau) : le lieutenant Brass
- Edgar Arreola (VF : Diego Asencio) : Estéban
- Pablo Esparza (VF : Gilbert Levy) : Grasa
- Electra et Elise Avellan : les infirmières Mona et Lisa
- Elon Musk (VF : Stéphan Imparato) : lui-même (caméo)
- Callie Hernandez : Space Babe
- Corey Burton (VF : Michel Vigné) : le narrateur de la bande-annonce de Machete Kills Again… In Space

 Source et légende : version française (VF) sur AlloDoublage et RS Doublage, Voxofilm et d'après le reportage sur le doublage du film

## Production

### Genèse du projet

L'acteur Marko Zaror et le réalisateur Robert Rodriguez à la première du film.

Dès la sortie de Machete en 2010, deux suites sont annoncées dès la fin du générique : Machete Kills et Machete Kills Again. En 2011, au Comic-Con de San Diego, Robert Rodriguez annonce qu'il veut que les aventures de Machete continuent dans l'espace. Le scénariste Kyle Ward s'est alors longuement demandé comment il allait y parvenir.
Robert Rodriguez compare cette suite à celle de Rambo : « Ce nouveau volet, pour moi, était comme Rambo 2 : La Mission. Il fallait que Machete soit recruté par le gouvernement américain pour une mission que personne d'autre que lui n'était capable de remplir. »

### Attribution des rôles
Danny Trejo, Michelle Rodriguez, Tom Savini ou encore Jessica Alba reprennent les rôles qu'ils tenaient dans Machete. Lindsay Lohan, qui jouait April dans le premier film, aurait pu apparaître dans cette suite mais le réalisateur trouvait que son personnage ne s'imbriquait pas dans l'histoire.
Malgré son apparition, Jessica Alba n'est pas créditée. Il en va de même pour Vanessa Hudgens.
La chanteuse Lady Gaga fait ici ses débuts au cinéma. Danny Trejo l'a rencontrée chez un tatoueur. Lorsqu'il a évoqué le tournage de Machete Kills, Lady Gaga lui avoue qu'elle adorerait y participer. L'acteur a donc contacté Robert Rodriguez.
Michelle Williams et Tony Jaa devaient apparaître dans le film, mais se sont finalement désistés. Le personnage de Michelle Williams a donc été offert à Amber Heard.
Pour la première fois de sa carrière, Mel Gibson incarne le rôle de méchant qu'est Luther Voz, il rejouera aussi le méchant dans Expendables 3 aux côtés d'Antonio Banderas, sans faire une scène commune.

### Tournage
Le tournage débute le 10 juin 2012 pour une durée de 29 jours. Il a eu lieu principalement à Austin au Texas,.

### Musique
La musique du film est composée par Robert Rodriguez et son collaborateur régulier Carl Thiel. On peut également entendre dans le film Cancion Del Mariachi (Morena De Mi Corazon) de Los Lobos, la Funky Fanfare de Keith Mansfield et Machete Main Title Theme de Tito and Tarantula.
Liste des titres
1. Machete Kills Main Titles - 2:27
2. Telele - 2:36
3. They Call Him "Machete" - 2:53 (interprété par Chingón)
4. Return Of Machete - 3:33
5. Sheriff Doakes - 2:12
6. President Rathcock - 1:43
7. Miss San Antonio - 2:05
8. Desdemona - 1:41
9. Cereza - 2:10
10. Mendez The Madman - 2:20
11. Machete On Boat - 2:21
12. Chameleon - 2:17
13. Road Battle - 3:36
14. Luther Voz - 4:12
15. Clone Battle - 2:01
16. Escape From Voz Tech - 3:15
17. Taco Time - 2:27
18. Machete Lives - 1:54
19. Chick Fight - 2:23
20. See You In Space, Mr. Machete - 2:37
21. Machete Kills End Titles - 1:36 (interprété par Tito and Tarantula)
22. El Rey - 3:30 (interprété par Chingón)

## Accueil

### Critique
Machete Kills reçoit des critiques défavorables aux États-Unis, totalisant un pourcentage de 29% d'opinions favorables sur l'agrégateur Rotten Tomatoes, pour 85 critiques. Sur Metacritic, le film obtient une note de 41/100 pour 33 critiques.
En France, la presse est également partagée : dans sa moyenne des notes de presse, le site AlloCiné trouve une moyenne de 2,9 sur 5. Pour 20 minutes, Machete Kills est un « pur bonheur pour les amateurs de série B ». De son côté, Le Journal du dimanche apprécie « les filles (...) toujours déshabillées et sexy » ainsi que Mel Gibson « irrésistible en clone cynique du Dr No ». Le Parisien relève surtout l'humour noir du film. Laurent Djian de L'Express aime cet « hommage vintage au cinéma Z s'inscrit cette fois dans une intrigue aux accents jamesbondiens (le méchant mégalo, son repaire gigantesque...) » tout en regrettant quelques longueurs. Pour Libération, c'est un « festival de faux raccords et d'effets pourris plutôt réjouissants ». Pour Télérama, la « potacherie devient un pur plaisir ». Par ailleurs, plusieurs critiques comme celle d'Écran large, trouvent que « tout ceci sent le réchauffé » ou que cela « provoque d'une part un ennui terrible […] et d'autre part un malaise » pour L'Écran fantastique. Mad Movies ne donne au film qu'une étoile sur cinq : Machete Kills « prend l'eau de toutes parts. […] Un scénario prétexte […]. Un érotisme de pacotille […], et surtout une mise en scène ras des pâquerettes. C'est simple, Rodriguez n'essaye même plus de faire du cinéma ».

### Box-office
Aux États-Unis, le film totalise 3 837 183 $ pour son premier week-end d'exploitation, se classant en quatrième position du box-office à cette période. Le film fait une forte chute au cours des deux week-ends suivants, ne totalisant que 7 268 659 $. L'exploitation de Machete Kills prend fin le 14 novembre 2013, soit après cinq semaines à l'affiche avec 8 008 161 $ de recettes.

## Clins d’œil
- Le film contient plusieurs références à l'univers de Star Wars. Dans la base futuriste de Luther Voz, ce dernier emmène Machete dans une réplique roulante du landspeeder de Luke Skywalker dans Star Wars, épisode IV : Un nouvel espoir (1977). Par ailleurs, au début du film, dans la fausse bande-annonce de Machete Kills again... in space, Machete utilise une Machette sabre laser. On peut également voir un corps ayant subi une congélation carbonique comme Han Solo dans L'Empire contre-attaque.
- Il y a également une référence à Star Trek lorsque Mel Gibson utilise un Bat'leth (en).
- Robert Rodriguez glisse également dans l'intrigue quelques références à ses précédents films. Le personnage incarné par Sofía Vergara, Mme Desdemona, porte une arme entre ses jambes similaire à celle portée par le personnage de Sex Machine dans Une nuit en enfer (1996). De plus, on retrouve le docteur Felix Sabates, un ami du réalisateur, qui incarne ici Doc Felix, tout comme il le faisait dans Planète Terreur (2007) et Machete (2010). On retrouve également les nièces de Robert Rodriguez, Electra et Elise Avellan, qui apparaissent dans Machete et Planète Terreur. Par ailleurs, lorsque le shérif Doakes interroge Machete, pendu à une corde, on peut voir sur le mur une affiche du sénateur John McLaughlin, incarné par Robert De Niro dans Machete.
- Le véhicule avec lequel Machete et Mendez traversent la frontière mexico-américaine porte l'inscription « Chingon » sur sa carrosserie. C'est un clin d’œil au groupe de musique Chingón, dont fait partie le réalisateur Robert Rodriguez.
- Lorsque Machete est dans un restaurant avec Mendez, un homme entre et pointe son arme sur Mendez. Machete braque le 3e homme à son tour. Mendez ricane et dit « on se croirait dans un Tarantino ! », en référence à l'impasse mexicaine, technique souvent utilisée par Quentin Tarantino (Reservoir Dogs en 1992, Inglourious Basterds en 2009), ami de longue date de Robert Rodriguez.
- Il est également fait référence à d'anciens films de Robert Rodriguez, dont Desperado. La scène d'ouverture de ce film est exactement la même que la scène d'apparition du Caméléon. Par ailleurs, le revolver-ceinture est présent dans les deux films.
- Il faut également dire que dans un autre que registre, dans les films Spy Kids, Spy Kids 2 : Espions en herbe, Spy Kids 3 : Mission 3D également de Robert Rodriguez, Danny Trejo joue le rôle de Isador "Machete" Cortez, le frère de Gregorio Cortez par Antonio Banderas et donc l'oncle de Carmen (Alexa Vega) et Juni (Daryl Sabara). Dans la saga Spy Kids (série de films) on peut donc retrouver Danny Trejo dans le rôle de Machete Cortez. Evidemment Spy Kids (série de films) est une série de films plutôt pour les adolescents, le public visé n'est ici pas le même.

## Distinctions
Machete Kills a obtenu deux nominations : celui du meilleur film d'action au IGN Summer Movie Awards et du pire second rôle féminin pour Lady Gaga lors de la 34e cérémonie des Razzie Awards.

## Projet de suite
Dès la fin du premier film, il est annoncé que le personnage de Machete reviendra dans Machete Kills et Machete Kills Again. Ce second film contient par ailleurs une fausse bande-annonce du supposé troisième volet, Machete Kills Again… In Space. En 2015, Danny Trejo annonce en interview que le projet est toujours d'actualités. Le projet ne s'est cependant pas concrétisé.